# 伊德罗利纳
伊德罗利纳是巴西戈亚斯州的一个市镇。总面积580.386平方公里，总人口4229人，人口密度7.3人/平方公里。